# フロームンド・グリプスソンのサガ
フロームンド・グリプスソンのサガ（Hromundar saga Gripssonar、Hrómundarsaga GripssonarまたはThe Saga of Hromund Gripsson）は、アイスランドに伝わる伝説のサガ。
デンマークの大英雄フロームンドは、戦士の王オーラヴに仕え、ベルセルクを討ち取り、数々の武勲を得た勇士。彼が墓所の中で亡霊の王と戦って、剣「ミスティルテイン」を手に入れた。彼はこの剣をふるって、フンディング殺しのヘルギの生まれ変わりであるハッディンギャルの勇士ヘルギとの戦いに勝利した、そして420人の戦士たちと戦い討ち取ることで勝利した、というもの。
また、敵の姦策によって一度氷海の底に沈められたが、のちに漁師が吊り上げた大魚の腹から発見され、再びフロームンドの手に渡ったという。
17世紀に発見されたアウルトニ・マグヌッソン写本コレクション、後の写本か私たちが知っているサガには、いくつかの物語の不一致が含まれています。これはおそらく、筆記者が部分的に判読できないリムールの原稿から作業した結果であると考えられている。 

## スウェーデン
またスウェーデンのRamunder hin Onde （Hrómundrthe Evil）の伝説と関係がある。これらの伝統において、彼は野生で邪悪なバイキングであり、スウェーデンのティベデンの森にラムンデボーダの地所を設立して娘スカガはスカガのスターヴ教会を建設したというもの。